# Flam's
 (août 2020).
Si vous disposez d'ouvrages ou d'articles de référence ou si vous connaissez des sites web de qualité traitant du thème abordé ici, merci de compléter l'article en donnant les références utiles à sa vérifiabilité et en les liant à la section « Notes et références ».
Flam's est une enseigne française de restauration, propriétaire de l'enseigne Flam's (restaurants de flammekueche)

## Historique
Le premier restaurant Flam's a ouvert en 1990 à Strasbourg. Celui-ci rencontre du succès et le groupe se lance dans la création de nouveaux restaurants en dehors de l'Alsace. Dès 1993, un Flam's ouvre à Lille.

## Restaurants
En 2022, l'enseigne compte 14 restaurants  
- 3 à Paris (Chatelet, Saint Lazare et Montparnasse)
- Lille
- Bordeaux Bègles
- Bordeaux Bassins à Flot
- Strasbourg
- Grenoble
- Lyon
- Nantes
- Vendenheim
- Belfort
- Roubaix
- Thonon